# Przyjaciel świętego Mikołaja
Przyjaciel Świętego Mikołaja (ang. The Search for Santa Paws) – kanadyjski familijny film przygodowy.
Film w Polsce został wydany 12 listopada 2010 roku na DVD i Blu-Ray przez CD Projekt. Polską wersję językową opracowało studio SDI Media Polska.

## Wersja oryginalna
- Zachary Gordon
- Madison Pettis
- Mitchel Musso
- Richard Kind
- Bonnie Somerville
- Richard Riehle

## Wersja polska
Opracowanie wersji polskiej: SDI Media Polska

Reżyseria i teksty piosenek: Agnieszka Zwolińska

Dialogi polskie: Joanna Serafińska

Kierownictwo muzyczne: Agnieszka Tomicka

Zgranie wersji polskiej: Jarosław Wójcik

Kierownictwo produkcji: Beata Jankowska, Urszula Nowocin

Opieka artystyczna: Maciej Eyman

Produkcja polskiej wersji językowej: Disney Character Voices International, Inc.

W wersji polskiej udział wzięli:
- Waldemar Barwiński – James
- Grzegorz Pawlak – Święty Mikołaj
- Agnieszka Fajlhauer – Kate
- Justyna Bojczuk – Will
- Marianna Sosnowska – Quinn
- Anna Gajewska – Pani Stout
- Zbigniew Konopka – Gus
- Andrzej Blumenfeld – Pan Stewart
- Anna Apostolakis-Gluzińska – Żona Mikołaja
- Tomasz Kozłowicz – Eli
- Kacper Cybiński – Jimmy
- Miłosz Konkel – Łapa

W pozostałych rolach:
- Joanna Bober
- Łukasz Lewandowski
- Bożena Furczyk
- Wojciech Machnicki
- Joanna Kopiec
- Wojciech Paszkowski
- Barbara Pigoń
- Jan Piotrowski
- Barbara Zielińska
- Adam Pluciński
- Piotr Bajtlik
- Tomasz Steciuk
- Andrzej Chudy
- Łukasz Talik
- Adam Krylik
- Piotr Warszawski
- Grzegorz Kwiecień
- Łukasz Węgrzynowski